# Jane Schumacher
Jane Schumacher, née le 27 août 1988 à Tinglev, est une handballeuse internationale danoise. Elle évolue au poste de demi-centre.

## Biographie
En 2016, elle quitte le Danemark et Randers HK pour rejoindre Nice.
Après deux années à Nice, elle s'engage avec Silkeborg-Voel KFUM pour la saison 2018-2019.

## Palmarès

### En sélection
championnats du monde
- troisième du championnat du monde 2013[5]